# Robinson Chalapud
Robinson Eduardo Chalapud Gómez (Ipiales, 8 maart 1984) is een Colombiaans wielrenner die vanaf 2022 voor Team Banco Guayaquil-Ecuador uitkomt. Hij reed vier seizoenen voor Colombia es Pasión en vervolgens drie seizoenen voor Team Colombia. In 2015 ruilde hij Colombia voor het kleine Colombiaanse team Orgullo Antioqueño, waarbij hij begin februari Colombiaans kampioen op de weg werd.

## Overwinningen
2010
2e etappe Ronde van de Valle del Cauca
11e etappe Clásico RCN
2015
 Colombiaans kampioen op de weg, Elite
2019
1e etappe Ronde van de Dominicaanse Republiek
Eindklassement Ronde van de Dominicaanse Republiek
1e etappe (ploegentijdrit) Ronde van het Qinghaimeer
Eindklassement Ronde van het Qinghaimeer
2021
7e etappe Ronde van Colombia
2022
9e etappe Ronde van Colombia
1e en 5e etappe Ronde van Guatemala
3e etappe Ronde van Ecuador
Eindklassement Ronde van Ecuador
Bergklassement Ronde van Costa Rica
2023
2e etappe Ronde van Ecuador
Eindklassement Ronde van Ecuador
2024
5e etappe Ronde van Ecuador

## Resultaten in voornaamste wedstrijden
| Jaar | Ronde van Italië | Ronde van Frankrijk | Ronde van Spanje |
| ---- | ---------------- | ------------------- | ---------------- |
| 2011 |                  |                     |                  |
| 2012 |                  |                     |                  |
| 2013 | 94e              |                     |                  |
| 2014 | 75e              |                     |                  |

| Jaar | Luik-Bast.‑Luik | Ronde van Lombardije | Waalse Pijl |
| ---- | --------------- | -------------------- | ----------- |
| 2011 |                 |                      |             |
| 2012 |                 |                      | opgave      |
| 2013 |                 | opgave               | 35e         |
| 2014 | 59e             | 55e                  | 87e         |

## Ploegen
- 2007 –  Colombia es Pasión Team
- 2008 –  Colombia es Pasión-Coldeportes
- 2009 –  Colombia es Pasión-Coldeportes
- 2010 –  Café de Colombia-Colombia es Pasión
- 2011 –  Colombia es Pasión-Café de Colombia
- 2012 –  Colombia-Coldeportes
- 2013 –  Colombia
- 2014 –  Colombia
- 2015 –  Orgullo Antioqueño
- 2016 –  Inteja-MMR Dominican Cycling Team (vanaf 20 juli)
- 2017 –  GW-Shimano
- 2018 –  Medellín
- 2019 –  Medellín
- 2020 –  Team Medellín
- 2021 –  Team Medellín-EPM
- 2022 –  Team Banco Guayaquil-Ecuador
- 2023 –  Team Banco Guayaquil-Ecuador
- 2024 –  Team Banco Guayaquil-Ecuador

Caicedo · Chalapud · Mendoza · Montoya · Oyola · Paredes · Roldán · Sevilla · Vargas